# Catedrala Sfântul Sava din Belgrad
Catedrala Sfântul Sava (sârbă Храм светог Саве sau Hram svetog Save) este o biserică ortodoxă în Belgrad, capitala Serbiei, și una dintre cele mai mari din lume. Biserica a fost construită în amintirea Sfântului Sava, fondatorul Bisericii Ortodoxe Sârbe și o figură importantă în Serbia medievală. Este construită pe podișul Vračar, locul unde, se presupune că rămășițele sale au fost arse în 1595 de Sinan Pașa, Mare Vizir al Imperiului Otoman.

## Istoric
Catedrala Sfântul Sava a fost construită de-a lungul a nu mai puțin de 65 de ani (între anii 1939-2004), cu întrerupere între anii 1941-1958.
De atfel proporțional cu durata mare de timp este faptul că această catedrală este cea mai impunătoare biserică ortodoxă din lume, depășind Catedrala Sfânta Sofia din Constantinopol sau Catedrala Hristos Mântuitorul din Moscova. 
Dimensiunile sale sunt următoarele:
- înaltimea: 70 de metri
- lungime 81 de metri de la Nord la Sud, respectiv 91 de metri de la vest la est
- punctul cel mai înalt: 134 de metri
- crucea aurită de pe turla principală: 12 metri înălțime.

Pe bolțile catedralei se află 18 cruci aurite, iar clopotnița este înzestrată cu 49 de clopote. Suprafața catedralei este de 3.500 mp, la care se adaugă trei galerii de 1.500 mp, la primul nivel, inclusiv o galerie de 120 mp, la al doilea nivel. Catedrala are capacitatea de 10.000 de persoane și de 800 de coriști în balconul destinat acestora. Subsolurile catedralei găzduiesc încă o biserică, de 1.800 mp. suprafață. Într-o criptă a acesteia se află fragmente din veșmântul Sfântului Sava.